# Walmsburg
Walmsburg (niederdeutsch Walmsborg) (um die Zugehörigkeit zur Stadt zu betonen oftmals Bleckede-Walmsburg genannt) ist der südlichste Ortsteil der Stadt Bleckede im Landkreis Lüneburg. Zu dem Ortsteil gehört auch die etwas südlich gelegene Ortschaft Reeßeln (Lage).
Am 1. März 1974 wurde Walmsburg in die Stadt Bleckede eingegliedert.
Der Ortsteil liegt an der Elbuferstraße und direkt an der Kreisgrenze nach Lüchow-Dannenberg; die Telefonvorwahl teilt man sich sogar mit der hierzu gehörigen Gemeinde Neu Darchau.
Der historische Ortskern stellt ein nur halbkreisförmiges Rundlingsdorf dar und ist als solches in seiner Anordnung denkmalgeschützt. Die Bausubstanz selbst ist bis auf ein nach einem Brand in den 1980ern modern wieder aufgebautes Haus ebenfalls historisch. Dabei handelt es sich um nur einen von zwei geschützten Rundlingen im Landkreis Lüneburg – der zweite ist das zur Samtgemeinde Dahlenburg gehörige Buendorf –, wogegen es im Landkreis Lüchow-Dannenberg noch über 100 gibt. Im Westen der Ortschaft gibt es zudem eine am Waldrand gelegene Blockbohlenhaus-Siedlung.
Als Einkaufsmöglichkeiten gibt es ein kleines Lebensmittelgeschäft Dorfschnack incl. Sitzmöglichkeit für Kaffee und Kuchen und einen Angelladen. Das Café Hofliebe als Gastronomie im Ort wurde schon mehrfach in Fernsehberichten des NDR erwähnt.
Der Ort war trotz seiner Nähe zur Elbe bis 2009 nicht eingedeicht, da die Höhenlage der Ortschaft die Deichhöhe des ehemals ostdeutschen Amt Neuhaus überstieg und daher als ausreichend angesehen wurde. Eine Pegelmarke am Wiesenweg verdeutlicht aber, dass dies auch historisch nicht immer ausreichte. Nach den Elbhochwassern 2002 und 2006, bei denen sich diese Höhe nur unter Zuhilfenahme von Sandsäcken als ausreichend erwies, wurde der Bau eines Deiches östlich der Ortschaft beschlossen.